# Jefferson Castillo
Jefferson Alexis Castillo Marín (Valparaíso, 10 giugno 1990) è un calciatore cileno, centrocampista del Dep. Puerto Montt.